# Juliette and the Licks
Juliette and the Licks är ett amerikanskt rockband bildat av skådespelerskan Juliette Lewis år 2003. De andra bandmedlemmarna var Todd Morse på gitarr, Kemble Walters på bas och Jason Morris på trummor. Bandet splittrades 2009, men återförenades i juli 2015.
Bland deras låtar kan nämnas bl.a. "Comin' Around", "Got Love To Kill" och "American Boy".

## Medlemmar
Nuvarande medlemmar
- Juliette Lewis – sång (2003–2009, 2015–)
- Jason Womack – basgitarr (2006–2009, 2015–)
- Ed Davis – trummor (2006–2009, 2015–)
- Kemble Walters – gitarr (2006–2007, 2015–)
- Todd Morse – sologitarr, bakgrundssång (2003–2008, 2015–)

Tidigare medlemmar
- Emilio Cueto – gitarr (2007–2009)
- Craig Fairbaugh – gitarr (2008–2009)
- Paul Ill – basgitarr (2003–2006), gitarr, synthesizer, piano, bakgrundssång (2006–2007)
- Patty Schemel – trummor (2003–2004)
- Jason Morris – trummor (2004–2006)

## Diskografi
Studioalbum
- 2005 – You're Speaking My Language
- 2006 – Four on the Floor

EP
- 2004 – …Like a Bolt of Lightning

Singlar
- 2005 – "Comin' Around" (promo)
- 2005 – "You're Speaking My Language" / "Get Your Tongue Wet"
- 2005 – "Got Love To Kill"
- 2006 – "Hot Kiss" / "Inside the Cage"
- 2006 – "Sticky Honey" / "Are You Happy?"
- 2007 – "Purgatory Blues" (promo)